# CYP1A2
El citocromo  P450 1A2 (abreviado  CYP1A2,) es miembro del sistema oxidasa de función mixta citocromo P450, que participa en el metabolismo de xenobióticos en el cuerpo. La expresión de CYP1A2 parece ser inducido por varios componentes de la dieta.

## Bioquímica
El CYP1A2 representa entre un 10 y 15% de la actividad citocromo P450 del hígado. Está involucrado en el metabolismo de metilxantinas como la cafeína y la teofilina, es inhibido por la fluvoxamina, la fluoxetina, la ciprofloxacina y el zumo de pomelo (toronja); y es inducido por el tabaco, el repollo y la teofilina.